# Marigard Bantzer
Marigard Bantzer auch Marigard Ohser-Bantzer, eigentlich Marie Luise Irmgard Bantzer (* 29. Mai 1905 in Dresden; † 3. Juli 1999 in Karlsruhe) war eine deutsche Kinderbuchillustratorin.

## Leben
Marigard Bantzer wurde als Marie Luise Irmgard Bantzer am 29. Mai 1905 in Dresden geboren. Sie war die Tochter des Malers, Hochschullehrers und Kunstschriftstellers Carl Bantzer und seiner Frau Helene Francis geb. Darbishire. Sie wuchs mit mehreren Geschwistern in Marburg auf. 1924 begann sie ein Studium an der Akademie für Graphische Künste und Buchgewerbe in Leipzig. Dort lernte sie ihren späteren Ehemann Erich Ohser kennen, den sie am 18. Oktober 1930 in Marburg heiratete. Sie war ihrem Mann schon 1928 nach Berlin gefolgt. Dort kam am 20. Dezember 1931, als einziges Kind, der Sohn Christian Ohser zur Welt.
Ende der 1920er Jahre begann sie ihre Arbeit als Illustratorin, besonders von Kinderbüchern. Sie arbeitete unter anderem für den Rudolf-Schneider-Verlag (Reichenau und Leipzig), später auch für den Otto-Maier-Verlag Ravensburg. Zu Beginn der 1930er Jahre entwarf sie ihren ersten Adventskalender. Der anfangs selbst gebastelte Kalender wurde von Buchbinder Max Voigt aus Marburg verkauft. Da die Kalender ein großer Erfolg wurden und die Auflage stieg, mussten sie schließlich gedruckt werden und Max Voigt wurde Verleger.
Nachdem Erich Ohser von den Nationalsozialisten quasi mit Berufsverbot belegt worden war (ihm wurde die Aufnahme in die Reichspressekammer verweigert), musste Marigard Bantzer die Familie allein durch ihre Illustrationsaufträge ernähren. Als ihr Mann schließlich auch noch in Schutzhaft genommen wurde, floh Marigard Bantzer mit ihrem Sohn aus Berlin nach Reichenbach an der Fils bzw. Tunau am Bodensee, wo sie weiterhin für den Otto Maier Verlag arbeitete. Schließlich wurde Erich Ohser am 28. März 1944 wegen „defätistischer Äußerungen“ verhaftet und wäre in dem durch die Nationalsozialisten angestrebten Prozess mutmaßlich zum Tode verurteilt worden. Dem als sicher geltenden Urteil entzog er sich am 6. April 1944, am Tage der geplanten Prozesseröffnung vor dem Volksgerichtshof durch Roland Freisler, durch Freitod.
Nach dem Krieg heirateten Marigard Bantzer und der Maler Heinrich Klumbies. Bis 1960 arbeitete sie weiter für den Otto Maier Verlag und gab zahlreiche Bücher heraus. Am 3. Juli 1999 starb sie in Karlsruhe.

## Werke

### Bücher
- Frühlingstage in Kamnitzleiten. Staatliche Akademie für graphische Künste und Buchgewerbe, Leipzig 1925.
- Wie das Eselchen das Christkind suchte. Verlag Max Voigt, Marburg 1928. Neuausgabe: Ich such das Christkind, sprach das Eselchen. Peter Niemann Verlag, München 1972.
- Die kleinen Obst- und Gemüsegärtner. Pestalozzi-Verlags-Anstalt, Berlin-Grunewald 1929.
- Bei den Zwerglein im Advent. Verlag Max Müller, Chemnitz 1929.
- Evchen im Winterwald. Otto Maier Verlag, Ravensburg 1932.
- Evchen und Peter. Otto Maier Verlag, Ravensburg 1935.
- Christian der Ausreißer. Rudolf-Schneider-Verlag, Leipzig 1935.
- Frohe Gesellen. Rudolf-Schneider-Verlag, Reichenau 1939.
- Wichtel und Waldvolk. Rudolf-Schneider-Verlag, Reichenau nach 1939.
- Die Strasse. Otto Maier Verlag, Ravensburg 1950.
- Schnelle Küche: Die Kunst des improvisierten Kochens. Otto Maier Verlag, Ravensburg 1951.
- M. Z. Thomas: Hasel weiss sich zu helfen. Curt E. Schwab, Stuttgart 1952.

### Spiele
- Märchen-Quartett. Ravensburger Spiele Nr. 241 beim Otto Maier Verlag, Ravensburg.[2] (Neuauflage; die erste Auflage 1912 wurde von Roth illustriert)[3]
- Tier-Lotto. Ravensburger Spiele Nr. 428 beim Otto Maier Verlag, Ravensburg.[4]
- Kleines Einmaleins. Ravensburger Spiele Nr. 430 beim Otto Maier Verlag, Ravensburg.[5]
- Das Häschenspiel. Ravensburger Spiele Nr. 480 beim Otto Maier Verlag, Ravensburg.[6]
- Leselotto. Ravensburger Spiele Nr. 5505 beim Otto Maier Verlag, Ravensburg.[7]
- Geduldspiel (Puzzle), Ravensburger Spiele Nr. 5516 beim Otto Maier Verlag, Ravensburg.[8][9]
- Weihnachtskalender, Ravensburger Spiele beim Otto Maier Verlag, Ravensburg, 1936.[10][11] Entwurf von Walter Thurmann.[12]
- Die Jahreszeiten – Ein neues Lottospiel. Ravensburger Spiele Nr. 5560 beim Otto Maier Verlag, Ravensburg.[13]
- Märchenlotto. Ravensburger Spiele Nr. 5570 beim Otto Maier Verlag, Ravensburg.[14]
- Kinderlieder-Quartett, Ravensburger Spiele Nr. 152 beim Otto Maier Verlag, Ravensburg.[15] (Neuauflage; die erste Auflage 1907 wurde von Lena Baurnfeind illustriert)[16]
- Geduldspiel (Puzzle), Ravensburger Spiele Nr. 15.201 beim Otto Maier Verlag, Ravensburg.[17]